# کیسوکه کیموتو
کیسوکه کیموتو (انگلیسی: Keisuke Kimoto؛ زادهٔ ۲۳ اوت ۱۹۸۴) بازیکن فوتبال اهل ژاپن است.